# Ejpovice
Ejpovice település Csehországban, Rokycanyi járásban. Ejpovice Kyšice, Tymákov, Dýšina, Rokycany és Klabava településekkel határos. Lakosainak száma 799 fő (2024. január 1.).

## Népesség
A település lakosságának változását az alábbi diagram mutatja:
| Lakosok száma | 620  | 657  | 765  | 709  | 533  | 642  | 665  | 675  | 748  | 799  |
|               | 1869 | 1900 | 1921 | 1961 | 1980 | 2011 | 2016 | 2019 | 2021 | 2024 |